# Дин, Тасита
Тасита Дин (Tacita Dean, 1965, Кентербери, Великобритания, с 2000 живёт и работает в Берлине, Германия) — современная британская художница.

## Образование
- Колледже Кента, Кентербери
- Falmouth School of Art
- 1990—1992 Slade School of Fine Art

## Творчество
- Тасита Дин известна прежде всего своими фильмами, снятыми на 16 мм плёнку, хотя художница использует самые разные медиа в своём творчестве. Её фильмы часто продолжительны, камера при этом малоподвижна, что создаёт созерцательную атмосферу. По своим формальным качествам фильмы Таситы Дин напоминают живопись. Её работы исследуют связи между прошлым и настоящим, правдой и вымыслом. Она фиксирует не только объективный мир, но также мир субъективный, а также следы сложного взаимодействия между ними. Изображения различных мест сопровождаются дислокацией в пространстве и времени — реальные ландшафты пересекаются с внутренними психологическими ландшафтами, определяемыми желаниями и одержимостью.
- На протяжении 1990-х море было постоянной темой в работах Дин. Она посвятила ряд работ трагическому плаванию Дональда Кроухёрста, несостоявшегося инженера, изобретателя и бизнесмена, решившегося принять участие в кругосветной гонке яхт-одиночек. Дин создала ряд фильмов и рисунков, связанных с этой историей, используя метафорическое богатство океана, маяков и крушения.
- В 1998 фильм «Disappearance at Sea» был номинирован на Премию Тернера.
- В 2000 Дин был присужден одногодичный грант DAAD для исследований в Берлине, где она с тех пор продолжает жить и работать. С момента переезда в Берлин в 2000, Дин стала уделять много внимания архитектуре и истории культуры Германии. Она создала фильмы о таких легендарных сооружениях как берлинская телебашня и Дворец Республики. Последние проекты Дин были связаны с важными фигурами послевоенной Германии, такими как Зебальд и Бойс.
- В 2001 её персональная выставка прошла в Tate Britain.
- В 2006 прошла ретроспектива работ Дин «Analogue» в Schaulager Basel.
- Тасита Дин получила Премию Hugo Boss в 2007.
- В октябре 2011 года выставка Таситы Дин открылась в знаменитом Турбинном зале лондонской галереи Тейт Модерн[3].
- Cherry Kearton Medal and Award[англ.] (2019)

## Работы
- The Story of Beard, 1992
- Girl Stowaway, 1994
- The Martyrdom of St. Agatha, 1994
- A Bag of Air, 1995
- How to Put a Boat in a Bottle, 1995
- Foley Artist, 1996. Произведение построено вокруг работы актёров, озвучивающих все человеческие звуки в фильмах, от шагов, падений и поцелуев до звуков собираемой посуды. Повествование этого фильма, который зритель не видит, начинается с того, как билетёрша покидает театр, где она работает, через пожарный выход после начала пьесы Генрих IV и идёт одна в паб.
- Delft Hydraulics, 1996. Чёрно-белый фильм с оптическим звуком, продолжительность 3 минуты. Фильм снят в De Voorst, кампусе морской лаборатории Голландии. На Таситу Дин произвела большое впечатление «волновая машина», но она должна была ждать год перед тем, как она была вновь использована двумя польскими учеными, получившими грант. Теперь заброшенная и заменённая компьютерами, «волновая машина» была инструментом для измерения теоретических волн и их влияния на теоретические поверхности с целью изучения эрозии прибрежной зоны. На протяжении дня насос направлял различные формы волн вдоль корпуса.
- Disappearance at Sea, 1996. Цветной фильм с оптическим звуком, 14 минут. Фильм документирует наступление темноты, когда маяк начинает работать и лампы включены. Маяк является последним форпостом человека между сушей и морем, время измеряется пробелами между лучами света. Для моряков каждый маяк имеет разную световую частоту, так что они могут определить их местонахождение по отношению к земле.
- Disappearance at Sea II (Voyage de Guérison) 1997. Цветной фильм с оптическим звуком, 4 минуты. Снимался на маяке Лонгстоун, известном героическим поступком Грейс Дарлинг. Камера была установлена на месте лампы маяка и вращалась подобно лучу маяка. Съёмки проводились в дневное время, вращение останавливается, когда камера ослепляется солнцем. Подзаголовок фильма Voyage de Guérison (путь исцеления) связан с древним кельтским поверьем, что если вы сдались силам стихии, вы будете доставлены на волшебный остров, где сверхъестественные силы исцелят вас от всех болезней.
- Mosquito (Magnetic), 1997. Магнитная запись и хирограф, 9.5 x 428 см. 16 мм магнитная лента — материал, который используют для записи звука при создании фильмов на плёнке 16 мм. 24 маленьких колеса вдоль нижнего края магнитной полосы соответствуют 24 кадрам, проходящим в одну секунду времени. Mosquito (Magnetic) одна из работ в серии «магнитных» произведений, которые визуально описывают звук в терминах его продолжительности и физически описывают течение времени. Тасита Дин сделала также серию, посвящённую крикам птиц, от визга грифа, который занимал несколько сантиметров, до крика совы, который значительно длиннее, а также серию, основанную на звуках человеческого тела, таких как, например, поцелуй и чих.
- Trying to Find the Spiral Jetty, 1997. Аудио CD, 27 минут. Эта аудиозапись документирует путешествие Таситы Дин в поисках работы Роберта Смитсона Spiral Jetty (1970). Она следовала указаниям, полученным по факсу от Utah Arts Council.
- The Structure of Ice, 1997
- Gellért, 1998
- The Sea, with a Ship; afterwards an Island, 1999. Рисунок мелом на чёрной доске, три части, каждая 244 x 488 см. Название рисунка происходит от открывающей сцены «Бури». Образ построен больше на стирании и размазывании мела, чем на самих линиях.
- Teignmouth Electron, 1999. Черно-белые фотография, 136 x 101 см. Эта фотография была сделана из окна местного самолёта, покидающего остров Кайман-Брак в Карибском бассейне. Она изображает заброшенный тримаран Дональда Кроухерста. Этот образ связан с гибелью Дональда Кроухерста, а также напоминает о смерти художника, Роберта Смитсона, который часто фотографировал свои произведения лэнд-арта с воздуха, в том числе Spiral Jetty, и погиб снимая Amarillo Ramp в авиакатастрофе в 1973 году.
- Sound Mirrors, 1999. Черно-белый фильм в оптическим звуком, 7 минут. Звуковые зеркала были созданы во время Первой мировой войны, когда нападение с воздуха стало новой угрозой для национальной безопасности. Звуковые зеркала были построены между 1928 и 1930 вдоль побережья Кента, как огромное подслушивающее устройство для улавливания шума приближающихся самолётов. Они были быстро признаны ненадежными, так как не воспринимали разницу между проходящими лодками и местными перевозками, а затем от звуковых зеркал отказались в пользу радара. Однако звук, который они по-прежнему слышат, экстраординарен, и саундтрек к этому фильму записан около одного из таких зеркал.
- Banewl, 1999. Цветной фильм с оптическим звуком, 63 минуты. Фильм был снят за два часа и сорок минут во время полного затмения солнца 11 августа 1999 года и берёт своё название от фонетической транскрипции корнуоллского произношения названия молочной фермы — «Burnewhall». Поскольку день был облачным, фильм получился не столько о затмении, сколько о месте во время события.
- Bubble House, 1999. Тасита Дин наткнулась на покинутый недостроенный круглый дом, который, согласно рассказам жителей острова, построил француз, присвоивший деньги американского правительства и отбывающий 35-летнее заключение в Тампе.
- From Columbus Ohio to the Partially Buried Woodshed, 1999
- Porthcurno Beach, 1999
- Totality, 2000
- Jukebox 1, 2000. 1 консоль, 3 устройства для смены дисков, 192 компакт-диска. Jukebox состоит из окружающего звука в восьми прибрежных районах по всему миру. Каждое из мест находится на линии долготы в 45 градусах друг от друга, начиная с Гринвича. Все звуки были записаны между полднем в пятницу и полднем в субботу, когда 1999 год стал 2000, каждый час записан на отдельном CD. В автомате играет какой-либо из 192 компакт-дисков, который зритель захочет.
- Teignmouth Electron, 2000. Цветной фильм с оптическим звуком, 7 минут. Тасита Дин посетила остров Кайман-Брак в Карибском бассейне осенью 1998, чтобы найти и задокументировать тримаран Дональда Кроухёрста «Teignmouth Electron» для книги, над которой художница работала, и которая стала завершающей частью четырёхлетней работой над проектом. Дональд Кроухёрст исчез в море в 1969 во время участия в кругосветной гонке. Когда его покинутая лодка была найдена в Атлантике, было обнаружено, что Дональд Кроухёрст фальсифицировал свой успех в гонке.
- Fernsehturm, 2001. Цветной фильм с оптическим звуком, 44 минуты. Этот фильм снят с использованием анаморфотных линз, которые растягивают кадр почти вдвое от обычной ширины, во вращающемся ресторане телевизионной башни на Александрплац в бывшей восточной части Берлина. Он документирует метаморфозы, которые ресторан претерпевает с движением солнца и приходом ночи. После воссоединения Германии, скорость вращения ресторана была увеличена в два раза и оборот теперь занимает полчаса. Большинство бывших западных берлинцев не посещают этот ресторан, но большие группы из бывшего Восточного Берлина заказывают столики заранее.

## Персональные выставки
| - 2008 — Tacita Dean — Gravüren von 2001—2008, Niels Borch Jensen Galerie & Verlag, Берлин - 2008 — Tacita Dean, Merce Cunningham performs STILLNESS (in three movements) to John Cage’s composition 4’33" — Dia: Beacon, Нью-Йорк - 2008 — Tacita Dean — Fernsehturm — Musée D´Art de Joliette, Joliette, Квебек - 2008 — The Russian Ending: Photogravures by Tacita Dean — Faulconer Gallery, Гриннелл - 2007 — Tacita Dean — Frith Street Gallery, Лондон - 2007 — Tacita Dean — Hugh Lane Gallery, Дублин - 2007 — The Hugo Boss Prize 2006 — Solomon R. Guggenheim Museum, Нью-Йорк - 2007 — Tacita Dean — Film Works — Miami Art Central, Майами - 2006 — Tacita Dean — Analogue,- Films, Photographs, Drawings 1991—2006 — Niels Borch Jensen Galerie & Verlag, Берлин - 2006 — Tacita Dean — Human Treasure — Center for Contemporary Art, CCA Kitakyushu, Китакюсю - 2006 — Tacita Dean — The National Gallery / Nasjonalgalleriet, Осло | - 2005 — Tacita Dean — Tate St. Ives, St. Ives, Корнуолл - 2005 — Tacita Dean — The Russian Ending, 2001 — Berlinische Galerie, Берлин - 2004 — Tacita Dean — The Russian Ending — Galería Sicart, Вильяфранка-дель-Пенедес - 2004 — Tacita Dean — Boots — Frith Street Gallery, Лондон - 2004 — Tacita Dean — retrospective exhibition — Museum De Pont, Тилбург - 2004 — Tacita Dean — Gellért — Presentation House Gallery — PHG, Норт-Ванкувер - 2003 — ARC Musee d’Art Moderne de la Ville de Paris, Париж - 2002-01 — Tacita Dean, " Kunstverein fur Rheinlande und Westfalen, Дюссельдорф - 2002-01 — Tacita Dean, " Museo Serralves, Порту - 2001 — Tacita Dean, Recent films and other works, " Tate Britain, Лондон - 2001 — Tacita Dean, " Museu d’Art Contemporani de Barcelona, Барселона | - 2001 — Directions: Tacita Dean, Hirshhorn Museum and Sculpture, Garden, Вашингтон - 2001 — Tacita Dean, "Fundação de Serralves, Порту - 2000 — Art Gallery of York University, Торонто - 2000 — Museum für Gegenwartskunst, Базель - 2000 — Marian Goodman Gallery, Нью-Йорк - 2000 — Tacita Dean/Matrix 189, Banewl, University of California Berkeley Art Museum, Беркли - 1999 — Madison Art Center, Madison, Висконсин - 1999 — Marian Goodman Gallery, Париж - 1998 — Institute of Contemporary Art, University of Pennsylvania, Филадельфия - 1998 — De Pont Foundation, Tilburg, Нидерланды - 1997 — Witte de With, Роттердам - 1997 — The Drawing Room, The Drawing Center, Нью-Йорк - 1996 — Foley Artist, " Art Now Project Room, Tate Gallery, Лондон - 1995 — Clear Sky, Upper Air, « Frith Street Gallery, Лондон - 1995 — Galerie 'La Box,'» École Nationale des Beaux-Arts, Бурж |

## Публичные коллекции
- National Gallery of Canada, Оттава
- FRAC — Bretagne, Châteaugiron
- Kadist Art Foundation, Париж
- FRAC — Haute-Normandie, Соттевиль-ле-Руан
- Daimler Contemporary Daimler Contemporary, Берлин
- Museum De Pont, Тилбург
- Cal Cego — Colleccion de Arte Contemporaneo, Барселона
- Museu d´Art Contemporani de Barcelona — MACBA, Барселона
- Centro de Artes Visuales Helga de Alvear, Касерес
- CGAC — Centro Galego de Arte Contemporánea, Сантьяго-де-Компостела
- Schaulager, Мюнхенштайн / Базель
- Fotomuseum Winterthur, Винтертур
- The Towner Art Gallery, Истборн
- Leeds City Art Gallery, Лидс
- Tate Britain, Лондон
- Solomon R. Guggenheim Museum, Нью-Йорк